# Oberea javanicola
Oberea javanicola là một loài bọ cánh cứng trong họ Cerambycidae.